# たかもり号

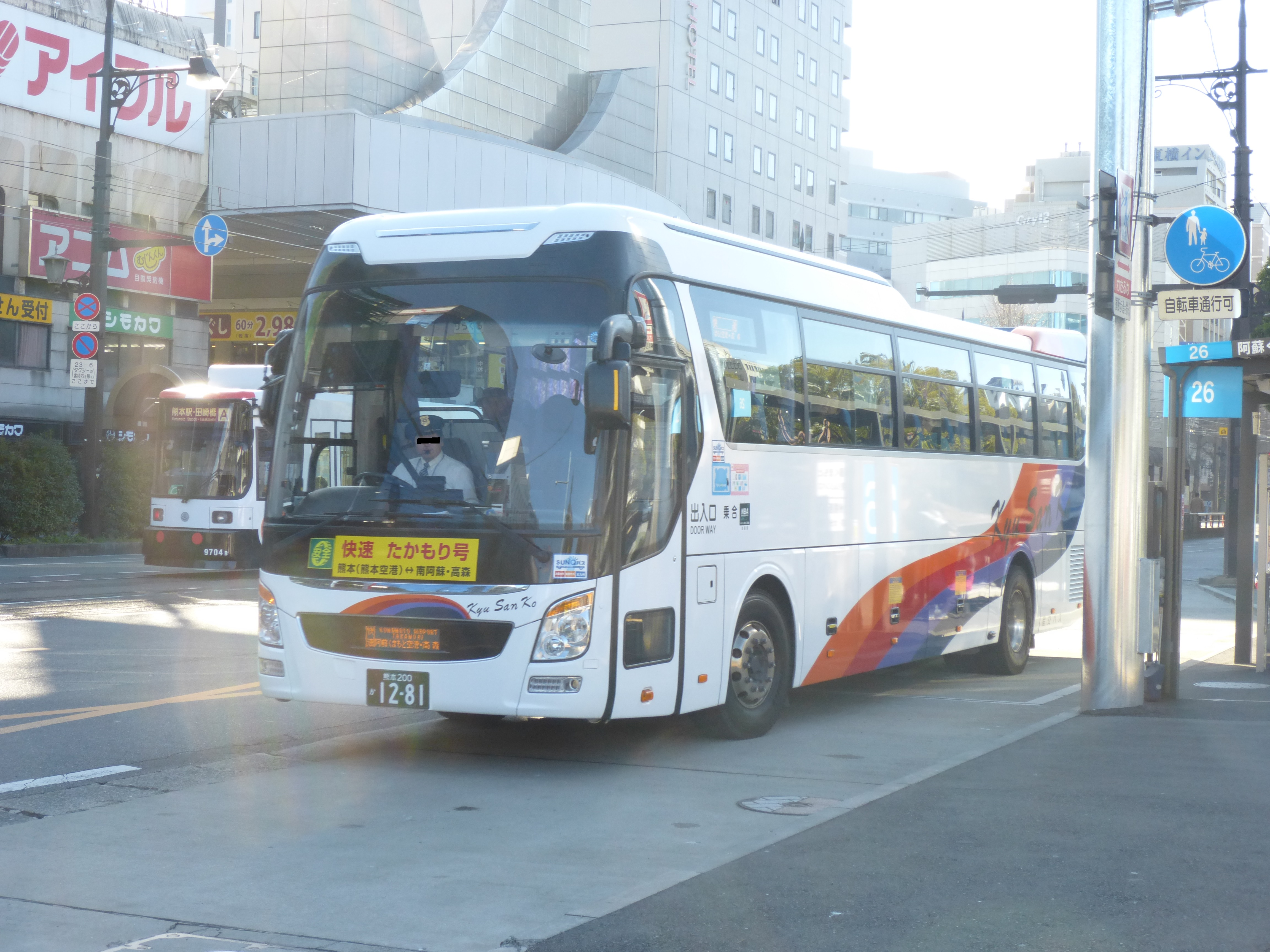
たかもり号（産交バス）

たかもり号（たかもりごう）とは、熊本県熊本市と同県阿蘇郡高森町を結ぶ快速バスである。一時期（2009年8月1日～2010年3月31日）においては一部便が河内・上野経由で 宮崎県西臼杵郡高千穂町まで延伸されていた。尚、この項では2008年10月1日から2010年3月31日まで運行されていた熊本空港（阿蘇くまもと空港）－高千穂間を結ぶ特急バスについても述べる。

## 概要
当路線は、かつて1970年代において国道57号線を経由する快速「たかちほ号」として運行されていたが、快速便廃止後においては熊本～高森間を結ぶ普通バスとして1日2便程度1990年代前半まで長らく運行されていた。普通バス廃止後においては、熊本～延岡線（たかちほ号）を利用するか、大津町もしくは立野バス停において乗換えが必要であったが、2003年10月に俵山バイパスの全面開通により南阿蘇方面のアクセスがより一層便利になったことから利用客増大のチャンスを活かして、同バイパス開通と同時に「たかもり号」として運行を開始した。
だが、2016年4月に発生した熊本地震の影響で俵山バイパスが不通となっていた関係上、同年12月25日までは代替区間として南阿蘇グリーンロード経由に変更して運行していた。

## 運行会社
- 産交バス（担当営業所：熊本営業所・阿蘇営業所）

## 運行形態

### 停車停留所
| 停留所                                  | 所在地         | 乗降   | 備考                      |
| --------------------------------------- | -------------- | ------ | ------------------------- |
| 西部車庫                                | 熊本市西区     | 起終点 |                           |
| 蓮台寺                                  | 熊本市西区     | ●      |                           |
| 熊本駅前                                | 熊本市西区     | ●      | 7番乗り場発・降車ホーム着 |
| ANAクラウンプラザホテル熊本ニュースカイ | 熊本市中央区   | ●      |                           |
| 商工会議所前                            | 熊本市中央区   | ●※     | ※熊本行のみ停車           |
| 河原町                                  | 熊本市中央区   | ●      |                           |
| 熊本桜町バスターミナル                  | 熊本市中央区   | ●▽※    | 6番乗り場発、22番乗り場着 |
| 通町筋                                  | 熊本市中央区   | ●      |                           |
| 交通局前                                | 熊本市中央区   | ●      |                           |
| 味噌天神                                | 熊本市中央区   | ●      |                           |
| 水前寺公園前                            | 熊本市中央区   | ●      |                           |
| 熊本県庁前                              | 熊本市中央区   | ●      |                           |
| 自衛隊前                                | 熊本市東区     | ●      |                           |
| 東町中央                                | 熊本市東区     | ●      |                           |
| 益城インター口                          | 上益城郡益城町 | ●      |                           |
| グランメッセ熊本前                      | 上益城郡益城町 | ●      |                           |
| テクノ団地入口                          | 上益城郡益城町 | ●      |                           |
| テクノリサーチパーク入口                | 上益城郡益城町 | ●      |                           |
| 阿蘇くまもと空港                        | 上益城郡益城町 | ●      |                           |
| 高遊                                    | 阿蘇郡西原村   | ●      |                           |
| 西原台                                  | 阿蘇郡西原村   | ●      |                           |
| 西原村役場前                            | 阿蘇郡西原村   | ●      |                           |
| 風当                                    | 阿蘇郡西原村   | ●      |                           |
| 萌の里・俵山登山口                      | 阿蘇郡西原村   | ●      |                           |
| 木の香湯温泉入口                        | 阿蘇郡南阿蘇村 | ●      |                           |
| 慴尾                                    | 阿蘇郡南阿蘇村 | ●      |                           |
| JA久木野給油所横                        | 阿蘇郡南阿蘇村 | ●      |                           |
| 新村                                    | 阿蘇郡南阿蘇村 | ●      |                           |
| 祇園橋                                  | 阿蘇郡南阿蘇村 | ●      |                           |
| 中松駅前                                | 阿蘇郡南阿蘇村 | ●      |                           |
| 吉田登山線入口                          | 阿蘇郡南阿蘇村 | ●      |                           |
| 吉田新町                                | 阿蘇郡南阿蘇村 | ●      |                           |
| 白川水源入口                            | 阿蘇郡南阿蘇村 | ●      |                           |
| 高森湧水トンネル公園入口                | 阿蘇郡高森町   | ●      |                           |
| 高森下町                                | 阿蘇郡高森町   | ●      |                           |
| 高森駅交流施設                          | 阿蘇郡高森町   | 起終点 |                           |

- 阿蘇くまもと空港においては、熊本市内（西部車庫）行きは4番乗り場発、高森行きは3番乗り場発となる。
- 桜町BTにおいては、熊本行きは降車のみの扱いとなる（高森行きは乗降可）。
- 桜町BT - 高森駅交流施設： 1時間48分

### 使用可能な乗車券等
座席は全席自由席。運賃は車内精算。乗車券は熊本駅前案内所窓口または桜町BT・阿蘇くまもと空港の自動券売機にて購入できる。
- このほかSUNQパス北部九州版・南部九州版・全九州版、くまモンのIC CARDならびに羽田京急きっぷも使用可能。また下通繁栄会加盟店での商品の購入に応じて配布される「下通交通券」も利用可能。かつては全国交通系10社共通ICカードも使用可能だったが、2024年11月16日より使用できなくなった。
- 2023年3月6日より、九州産交グループ初の試みとして、空港リムジンバスと本路線ならびに空港直行便においてはクレジットカードによるタッチ決済が導入された。当初はVisaのみであったが、同年4月25日からは対応ブランドが追加され、国際ブランド（JCB・American Express・Diners Club・Discover・銀聯（同年11月30日より）・Mastercard（2025年2月24日より））のタッチ決済対応クレジットカード・デビットカード・プリペイドカードならびにスマホアプリが使用可能となった。使用方法として、乗車時に乗降口に設置されている専用機器にカード等をタッチし、降車時において運賃箱に取付けてある専用読取機器に再度カード等をタッチする事で決済完了となる。

## 沿革
- 2003年10月 - 熊本～高森線快速バス「たかもり号」運行開始。1日4往復。
  - 運行開始時の停車停留所は、熊本駅前 - ＜途中の停留所は空港リムジンバスと同じ＞ - 熊本空港 - 西原台 - 西原村役場前 - 久木野村役場（当時　のちの久木野庁舎、現在は南阿蘇村本庁に統合） -  中松駅前 - 高森中央
  - 当初は九州産業交通（現：九州産交バス）と同社の子会社である熊北産交（2005年からは系列子会社統合により産交バスに改称）との2社による共同運行体制であった。また、熊本駅前～熊本空港間においては空港リムジンバスと同様の扱い（クローズド・ドア）であったため、この区間内での途中乗降は不可であった。
- 2005年5月 - 新たに益城インター口バス停を追加。
- 2006年10月 - ダイヤ改正により、新たに揺ヶ池バス停を追加。これまでの熊本駅～熊本空港間のクローズド・ドアが廃されこの区間における途中乗降が可能に。九州産交バスが運行から撤退し、産交バスのみの単独運行となる。運行本数に変更は無いが、全便高森からの折り返し運行となったため、これまでの熊本側（高森行き）始発便が7時台から10時台に。
- 2007年7月 - 新たに慴尾・新村(久木野)・吉田登山線入口・吉田新町・はくすい水加工場前バス停を追加。
- 2008年2月 - 熊本発着が新たに西部車庫まで延伸。
- 2008年4月 - はくすい水加工場前バス停より白川水源入口へ名称変更。
- 2008年8月 - 新たに高森湧水トンネル公園入口バス停を追加。
- 2008年10月1日 - 九州産交バスと宮崎交通が2社共同運行において熊本空港 - 高千穂線の運行を開始。1日4往復（産交2・宮交2）。五ヶ瀬経由と上野・河内経由の2系統。
- 2008年12月15日 - 新たに木の香湯温泉入口バス停を追加。
- 2009年5月 - 県内出身で熊本県特命宣伝部長であるタレントのスザンヌが一部停留所の車内アナウンスを担当（熊本行きのみ　現在は既に終了）
- 2009年8月1日 - たかもり号の4往復のうちの2往復を上野・河内経由で高千穂まで延伸。これに伴い、熊本空港 - 高千穂線は全て上野・河内経由のみとなり五ヶ瀬経由を廃止。さらに産交担当2便はたかもり号の高千穂行きに置き換え（事実上の路線統合）。
- 2010年4月1日　熊本空港 - 高千穂線（2往復4便）路線廃止ならびにたかもり号の高森～高千穂間の延伸運行（2往復4便）を終了。この日から新たに新村～中松間に「祇園橋」バス停が追加される。
- 2010年9月1日 - ダイヤ改正により、新たに「高遊」・「風当」バス停を追加。
- 2011年10月1日 - ダイヤ改正により、新たに 「交通局前」・「高森下町」バス停を追加。同時に「揺ヶ池」バス停は「萌の里・俵山登山口」に名称変更。また、これまで停車していた「北岡神社前」での乗降扱いを廃止。
- 2012年3月25日 - ダイヤ改正により運行内容を一部変更。
  - 高森発・熊本発ともに全便「河原町経由」に変更。これに伴い、これまで熊本発で停車していた「日銀前」での乗車扱いを廃止。
  - 新たに「蓮台寺」バス停を追加。
  - 平日・土曜の熊本発3便目の発時刻を変更。また、平日・土曜の高森発6:00始発便のみ「阿蘇くまもと空港」・「国際線ターミナル」は停車しなくなる。
- 2015年10月1日 - 熊本市桜町一帯再開発事業におけるバスターミナル建て替えに伴い、熊本交通センター乗降場所を変更[1]。
- 2016年4月15日 - 前日に発生した熊本地震の影響で全便運行見合わせとなる。16日未明の本震で当路線の運行経路である俵山バイパスの大半が甚大な被害を受け不通[2] となっている事から、引き続き全便運休していたが、5月9日からは当面特別ダイヤにおいて運行再開される事となった[3]。運行本数は従来のままである反面、特別ダイヤ期間中は風当－新村間は迂回運行により全便通過となる他、1日4往復8便のうち2往復4便が阿蘇くまもと空港－高森間の運行に短縮となる（該当便は熊本市内へは行かない）。
- 2016年7月15日 - ダイヤ改正により、1日3往復6便に減便し、空港折り返し便を廃止。この日から新たにテクノ団地（仮設住宅）入口へ停車開始。また、風当－久木野庁舎間は引き続き休止であるが、新村停留所においては「あそ望の郷」に停車する。
- 2016年12月26日 - 地震により通行止めとなっていた俵山バイパスの大半の区間の復旧工事が進んだ事による通行止め解除に伴い、これまで休止していた萌の里・俵山登山口 - 久木野庁舎間の停車を再開。ただし、一部区間は迂回継続により風当停留所においては引き続き休止。
- 2017年4月1日 - ダイヤ改正により迂回のため休止中の「風当」停留所を廃止。また、久木野庁舎前停留所の名称を「JA久木野給油所横」に変更。
- 2019年9月11日 - 熊本市桜町一帯再開発ビル（名称：SAKURA MACHI Kumamoto）完成に伴う同ビル内バスターミナルに乗り入れ開始により、熊本交通センター乗降場所を変更。名称もこれまでの「熊本交通センター」から「熊本桜町バスターミナル」に改称[4][5][6]。これに併せ、熊本都市圏のバス系統番号の変更に伴い、たかもり号専用の系統番号として「TM」が付与される。[7]
- 2019年9月14日 - 地震により一部区間を迂回運行していた俵山バイパスの全面復旧完了[8]を受けダイヤ改正。迂回区間内のため1度廃止となった「風当」停留所での乗降扱いを3年5ヶ月ぶりに再開。
- 2021年4月1日 - 熊本駅周辺再開発による駅前広場整備完了に伴い、高森行乗り場をのりば1（一般路線バス桜町BT方面）からのりば7（高速・特急・空港リムジン専用）へ変更。
- 2023年3月6日 - 九州産交グループ初の試みとして、運賃支払い方法にVisaのタッチ決済を導入[9]。
- 2023年4月25日 - タッチ決済の対応ブランド追加[10]。
- 2024年9月1日 - 高森側の起終点を「高森駅」に併設された交流施設前（旧駅舎跡地）へ変更。これにより「高森中央」停留所における乗降扱いを廃止。

## 運行車両
- ハイデッカー　〈全車4列リクライニングシート〉※トイレは無し
  - 現代ユニバース

かつての一般路線(C3系統)運行時代において、熊本 - 高森間の専用車両として当時の中央営業所から転属した貸切転用車の快速仕様車両を高森営業所に3台配置、１日2台運用とし、点検・故障等による車両不足になった時には高森営業所所属の通常は近郊路線に用いるいすゞジャーニーK等の中型車両で熊本市内へ運用していた。しかし、1991年に高森営業所が本体直営から分断され「熊北産交」の営業所として発足したと同時に、唯一熊本都市圏へ乗り入れていた熊本 - 高森線自体は残ったものの、高森営業所による運用が廃止となり、代わりに当時の大津営業所が担当する事となった。車両は高森に常駐していた貸切転用車がそのまま転属となるも、1年ほどで全て廃車となり、その後は大津営業所所有の車両がローテーションで運用に就いた為、ある時は貸切・快速から転用された中扉増設車両の日もあれば、日野レインボーRJ・いすゞジャーニーKなど狭隘路線を中心に用いられる中型車両での運用、しまいにはこの長距離路線でありながら熊本都市圏路線で用いる日野ブルーリボンHT、いすゞ・キュービック(LV3)のリーフサスでの運用もあった。だが、大津営業所による運用も長く続かず、1993年頃（時期不明）に熊本 - 高森間の直通運転は廃止され、大津町を境に乗り換えが必要になった。
快速として熊本 - 高森間の運行が復活した「たかもり号」の運用開始当初の車両においては、九州産業交通（現・九州産交バス）中央営業所（現・高速営業所）と産交バス（運行開始当時は熊北産交）高森営業所において2社共同運行していた頃、中央営業所側は空港リムジンバスの延伸扱いとして空港リムジンバス専用車両を中心に、時として県外都市間路線で用いられるトイレ付き高速車両が入る事もあった反面、高森営業所側にはたかもり号専用車両となる一般観光タイプ車が1台しかなかったため、同車両の都合時（車検など）において、通常の一般路線車であるいすゞ・ジャーニーKなどの中型車、あるいは同じ熊北グループである玉名営業所から貸し出された空港リムジンの路線改造車（中扉仕様でシート配列は一部一人掛け仕様となりリクライニング機能も廃止）や日産ディーゼルU33などの熊本都市圏路線向け大型一般路線車が使われていた事もあったが、のちに高森営業所にも中央営業所と同じリムジンバス仕様の車両が1台転属導入されたことにより解消された（以降は転属車をメイン車両とし、これまでの専用車は予備車扱いとなった）。高森営業所において当路線専用車両都合時に使用された大型・中型の一般路線車両における行先方向幕は「熊北産交」または「産交バス」とし、フロントガラスと側面窓にはワープロ又は手書きで作成した「快速・高森行」と書かれた紙を貼り付けて対応していた。2006年10月より産交バス高森営業所の単独運行体制になってからは車両も一新し、元貸切車を改造したハイデッカー車両（塗装は高速バス専用車と同じ）が4台ほど導入され運用されるようになる。それも経年劣化により転属・廃車になり、韓国製輸入車であるヒュンダイ・ユニバースが新車で投入され、経年式車を置き換えている。
但し、2016年の熊本地震の際には、この時期運行不能となった阿蘇営業所管轄の阿蘇登山専用のヒュンダイ・ユニバースを高森営業所へ貸出扱いで配置。その後、増車で高森営業所に新車が1台配属されたが、2019年頃に熊本営業所も路線を担当する事になった為、数台が熊本営業所へ転属している。
2024年6月1日に産交バスの組織改編に伴い、同日を以って高森営業所が廃止され阿蘇営業所に統合されると共に、本路線の高森営業所担当分も阿蘇営業所に移管される事となった。ただし、これまでの高森営業所は「産交バス阿蘇営業所高森車庫」となったため、車両は引き続き高森に常駐する形となる。

## 熊本空港 - 高千穂線
熊本県菊池郡菊陽町に位置し熊本の空の玄関口である熊本空港（阿蘇くまもと空港）と、神話の里として近年多くの観光客が訪れる宮崎県西臼杵郡高千穂町とを結んでいた特急バス。当初は2008年10月1日から2009年3月31日までの期間限定での運行だったが、同年4月1日以降も当路線の運行が継続された。また、当初は九州産交バスと宮崎交通との共同運行で1日4往復8便だったが2009年8月1日よりたかもり号の一部が河内・上野経由で高千穂まで延長したのに伴い九州産交バスが撤退し、宮崎交通1社のみの単独運行として1日2往復4便となった（これまでの産交担当分2往復4便はたかもり号の高千穂延伸に置き換え）。当路線は、航空ダイヤとの接続や、南阿蘇鉄道のトロッコ列車『ゆうすげ号』への接続も考慮したダイヤとなっていて、既存の熊本～延岡線（たかちほ号）と合わせると、熊本空港から高千穂までのアクセスが一層便利であった。2010年3月31日を以って運行期間終了により路線廃止と同時にたかもり号における高森～高千穂間の延伸運行も終了した。

### 運行会社
- 宮崎交通（担当：高千穂営業所）
  - 2009年7月31日までは九州産交バス（熊本営業所）も担当していた。

### 運行経路
- 阿蘇くまもと空港－久木野庁舎前－高森中央－河内－上野－高千穂バスセンター

※ 2009年7月31日までは五ヶ瀬町役場前経由もあった。

### 所要時間
- 河内経由：1時間35分　1日2往復4便（2009年7月31日までは1日4往復8便）

※SUNQパス使用は全九州版のみ使用可能（たかもり号の高森～高千穂間も北部九州版は使用不可）だった。